# Sachenrecht (Liechtenstein)
Das Sachenrecht (SR) ist ein liechtensteinisches Gesetzbuch, das die Rechtsbeziehung zwischen körperlichen Sachen bzw. Tieren einerseits und Menschen andererseits regelt. Es ist das Recht der dinglichen Güterzuordnung. Das umfassendste aller dinglichen Rechte ist das Eigentum. Der Besitz ist kein dingliches Recht, sondern bloß eine gewollte faktische Sachherrschaft (strittig – Besitzwille). Zu den körperlichen Gegenständen gehören dabei bewegliche Sachen (Fahrnis) und Grundstücke sowie grundstücksgleiche Rechte. Tiere haben eine besondere Stellung. Gemäß Art 20a SR sind Tiere keine Sachen. Jedoch wird im SR nicht ausgeführt, welche Stellung Tiere zwischen Sachen und Menschen haben und es sind die Bestimmungen über Sachen auch auf Tiere anwendbar, soweit keine gesetzlichen Ausnahmen bestehen.
Das Sachenrecht ist ein Teil des liechtensteinischen Zivilrechts. Weitere wichtige zivilrechtliche Gesetzbücher in Liechtenstein sind zum Beispiel das ABGB, das ADHGB und das PGR.

## Historische Entwicklung
Als erste Kodifikation wurde das Sachenrecht im liechtensteinischen Allgemeinen Bürgerlichen Gesetzbuch (ABGB), das 1811 aus Österreich rezipiert worden war, eingeführt. Mit der Hinwendung Liechtensteins zur Schweiz zu Beginn der 1920er Jahre wurde auch der Plan eines neuen liechtensteinischen ZGB (FL-ZGB) ins Auge gefasst.
Das Sachenrecht (SR) bildet das erste Buch des ursprünglich geplanten neuen Liechtensteinischen Zivilgesetzbuches. Das Konzept des neuen FL-ZGB aus den 1920er Jahren sollte aus fünf getrennt herauszugebenden Teilen bestehen:
- Sachenrecht (SR),
- Obligationenrecht (OR),
- Personen- und Gesellschaftsrecht (PGR),
- Familienrecht (FamR) und
- Erbrecht (ErbR).

Das FL-ZGB sollte ursprünglich weitgehend aus dem schweizerischen ZGB und OR rezipiert werden. Das seit 1811 in Liechtenstein geltende ABGB sollte im Gegenzug gänzlich abgelöst werden. Das Projekt wurde jedoch bislang nur teilweise realisiert (SR 1922 und PGR 1926 sowie das EheG 1973). Bedingt durch viele europarechtliche Vorgaben durch den EWR ist auch eine vollständige Übernahme des schweizerischen Rechts seit 1995 (Beitritt Liechtensteins zum EWR) nicht mehr en bloc möglich.

## Grundsätze des Sachenrechts
Das liechtensteinische Sachenrecht kennt verschiedene Grundsätze:

### Publizitätsprinzip-/ Offenkundigkeitsgrundsatz
Da dingliche Rechte gegen jedermann geltend gemacht werden können, müssen sie auch für jeden erkennbar (offenkundig) sein. Die Publizität wird mit verschiedenen Rechtsinstituten sichergestellt. So ist bei beweglichen Sachen der Besitz Publizitätsträger, da an ihn die Vermutung des Eigentums geknüpft wird. Bei Grundstücken kommt dem Grundbuch die entsprechende Funktion zu. Die Veränderung der dinglichen Rechtslage an einer beweglichen Sache erfordert deswegen eine Übertragung des Besitzes, hingegen an einem Grundstück eine Eintragung im Grundbuch. Es gilt grundsätzlich die gesetzliche Vermutung, dass der Publizitätsträger auch der dinglich Berechtigte ist.

### Absolutheit
Sachenrechte sind absolute Rechte. Als solche sind sie – im Gegensatz zu den relativen Rechten des Schuldrechts – gegen jedermann zivilrechtlich (Eigentumsklage, Schadenersatz, Unterlassungsansprüche) und strafrechtlich (v. a. durch [Vermögens-]Delikte wie Sachbeschädigung, Diebstahl, Raub, Veruntreuung, Betrug etc.) geschützt und wirksam (absolute Wirkung). Durch die dingliche Wirkung gegenüber jedem anderen bewirkt der Grundsatz der Absolutheit einen umfassenden Rechtsschutz.

### Spezialitätsprinzip
Sachenrechte beziehen sich immer nur auf einzelne Sachen. Gemäß dem Spezialitätsprinzip (auch Bestimmtheitsgrundsatz) können dingliche Rechte daher nur an einer ganz bestimmten Sache bestehen. Das Sachenrecht kennt anders als das Schuldrecht keine Rechte an Gattungssachen. Damit kann nur über individualisierte Gegenstände verfügt werden. Dabei handelt es sich freilich um einen Grundsatz nicht nur des Sachenrechts, sondern aller Verfügungsgeschäfte. Für die Übertragung eines dinglichen Rechts bedeutet das, dass genau bestimmt oder zumindest eindeutig bestimmbar sein muss, auf welches dingliche Recht sich eine Übertragung bezieht.

### Typenzwang
Das SR stellt eine abschließende Aufzählung (geschlossene Anzahl – numerus clausus) der möglichen Sachenrechte auf. Die Rechtsubjekte sind jedoch nicht nur an die Typisierung der Sachenrechte, sondern auch an die inhaltliche Ausgestaltung dieser Rechte durch den Gesetzgeber gebunden. Zusammen mit dem Publizitätsgrundsatz sorgt der Typenzwang für Klarheit bei Dritten. Diese Rechtssicherheit ist notwendig, da die dinglichen Rechte absolut wirken.
Dingliche Rechte im SR sind:
- Eigentum
- beschränkte dingliche Rechte
  - Dienstbarkeit
    - Grunddienstbarkeit
    - Nutzniessung
    - andere persönliche Dienstbarkeit

  - Pfandrecht
    - Grundpfand
      - Grundpfandverschreibung
      - Schuldbrief
      - Gült

    - Fahrnispfand
      - Faustpfand
      - Pfandrecht an Forderungen und anderen Rechten
      - Finanzsicherheiten

  - Bergwerksberechtigung

### Akzessionsprinzip
Gemäß dem Akzessionsprinzip erstreckt sich das Eigentum an Grund und Boden auch auf alle damit verbundenen Gegenstände (z. B. Gebäude, Pflanzen und Quellen), entsprechend dem lateinischen Ausspruch superficies solo cedit (Der Überbau folgt dem Boden – Art 47 SR).

### Kausalitätsprinzip
Anders als etwa in Deutschland sind in Liechtenstein, Österreich und der Schweiz sachenrechtliche Verfügungsgeschäfte von einem Rechtsgrund (der causa) abhängig (also kausal). Das Kausalitätsprinzip ist nur für Grundstücke gesetzlich festgelegt (Art 555 Abs. 2 SR). Für bewegliche Sachen gilt der Grundsatz aber ebenfalls gemäß Rechtslehre und Rechtsprechung.

### Formpflicht
Ebenfalls im Gegensatz zu den (schuldrechtlichen) Verpflichtungsgeschäften sind (sachenrechtliche) Verfügungsgeschäfte grundsätzlich formpflichtig (Übergabe bei beweglichen Sachen, Einverleibung im Grundbuch bei unbeweglichen Sachen).

## Kollisionsrecht

### Grundsätzliche Anknüpfung
Für Rechte an Sachen gilt der Grundsatz der lex rei sitae: Sachenrechtliche Fragen sind nach dem Recht des Staates zu beurteilen, in dem sich die Sache befindet. Dies gilt für bewegliche und unbewegliche Sachen. Damit wird den Verkehrsinteressen am besten entsprochen und der Rechtsverkehr muss nicht mit dem inländischen Recht unbekannten Belastungen der Sache rechnen. Bei Immobilien wird so auch häufig Gleichlauf zwischen gerichtlicher Zuständigkeit und anwendbarem Recht erreicht.

### Anwendungsbereich des Sachenrechtsstatutes
Der Begriff körperliche Sache wird in Liechtenstein nicht eindeutig definiert. Bei Wertpapieren unterliegt nur das Recht am Papier dem Sachenrechtsstatut (lex cartae sitae). Das verbriefte Recht ist nach dem Wertpapierrechtsstatut zu beurteilen. Das ermittelte Sachenrecht bestimmt die zulässigen Arten und den Inhalt dinglicher Rechte.
Das Sachenrechtsstatut bestimmt über Entstehung, Fortdauer und Untergang dinglicher Rechte.

### Statutenwechsel
Bei beweglichen Sachen kann es leicht zu einem Statutenwechsel kommen. Hier sind Verkehrsinteressen und der Schutz wohlerworbener Recht miteinander zu vereinbaren. Bei einem offenen Tatbestand ist vollständig nach dem neuen Statut zu entscheiden.